# ティロネ・エブエヒ
ティロネ・エブエヒ（Tyronne Efe Ebuehi，1995年12月16日 - ）は、オランダ・ハールレム出身のサッカー選手。セリエA・エンポリFC所属。ポジションはディフェンダー。
オランダ語では「タイロン・エブエイ」のように発音される。

## 経歴

### クラブ
ハールレムで生まれ、いくつかのアマチュアクラブでプレーし、2013年にADOデン・ハーグに加入した。2014年8月10日、フェイエノールト戦でエールディヴィジ初出場し、プロデビューを果たした。
2018年5月19日、SLベンフィカと5年契約で移籍した。
2022年7月5日、エンポリFCに移籍した。

### 代表
2016年11月、2018 FIFAワールドカップ予選・アルジェリア代表戦に向けたナイジェリア代表に初召集された。しかし、クラブでのプレーを優先し召集を辞退した。その後、セネガル代表・ブルキナファソ代表との親善試合で召集された。2017年6月1日、トーゴ代表との親善試合で代表デビューした。
2018年、2018 FIFAワールドカップに出場するナイジェリア代表に選出された。

## 人物・エピソード
ナイジェリア人の父親とオランダ人の母親の間に生まれた。

## 代表歴

### 出場大会
- ナイジェリア代表
  - 2018 FIFAワールドカップ

### 試合数
- 国際Aマッチ 13試合 0得点（2017年-）[9]

| ナイジェリア代表 | 国際Aマッチ | 国際Aマッチ |
| 年               | 出場        | 得点        |
| ---------------- | ----------- | ----------- |
| 2017             | 2           | 0           |
| 2018             | 6           | 0           |
| 2019             | 0           | 0           |
| 2020             | 1           | 0           |
| 2021             | 1           | 0           |
| 2022             | 1           | 0           |
| 2023             | 2           | 0           |
| 通算             | 13          | 0           |

## タイトル
SLベンフィカ
- プリメイラ・リーガ：2018-19